# Full Frontal
Full Frontal és una comèdia dramàtica experimental de l'estatunidenc Steven Soderbergh estrenada el 2002. La pel·lícula ha estat completament rodada amb càmera digital i principalment amb càmera "a l'espatlla".

## Argument
Carl Bright és un periodista del Los Angeles Magazine. Però intenta a qualsevol preu col·locar els seus guions prop dels estudis de cinema. Creu saber per què la seva dona Lee, responsable de recursos humans en una gran empresa, no és feliç. La germana de Lee, Linda, és massatgista en un hotel i tem no trobar mai el príncep blau. Calvin, vedette d'una cèlebre sèrie de televisió, fa el seu començament a la pantalla gran interpretant el personatge de Nicholas, soci d'una gran estrella, en una pel·lícula produïda per Gus. Totes aquestes persones, incloent-hi un artista que interpreta Adolf Hitler en una obra teatral, faran tot per anar a un gran hotel de Beverly Hills per celebrar el 40è aniversari de Gus, el productor. Però aquesta vesprada prendrà un gir inesperat...

## Repartiment dels papers
- Julia Roberts: Catherine / Francesca
- David Duchovny: Gus
- Nicky Katt: Hitler
- Catherine Keener: Lee
- Mary McCormack: Linda
- Blair Underwood: Nicholas / Calvin
- Justina Machado: Mavis
- Rainn Wilson: Brian
- Jerry Weintraub: Jerry
- Brandon Keener: l'ajudant de Francesca
- David Hyde Pierce: Carl
- Erika Alexander: Lucy
- Enrico Colantoni: Arty / Ed
- Terence Stamp: ell mateix (Cameo)
- Steven Soderbergh: ell mateix (no surt als crèdits)
- Brad Pitt: ell mateix (no surt als crèdits)
- David Fincher: ell mateix (no surt als crèdits)

## Al voltant de la pel·lícula
- La pel·lícula es va anunciar el 2001 i Catherine Keener va ser la primera actriu que s'incorporava al projecte, anomenat en aquell moment How to Survive a Hotel Room Fire.[1]
- Si la pel·lícula és rodada en sistema digital, les pel·lícules que es veuen a la pel·lícula han estat rodades de manera "tradicional" sobre Pel·lícula fotogràfica.
- Al principi, la pel·lícula s'havia de titular How to survive a hotel room fire, però aquest títol va ser abandonat després dels atemptats de l'11 de setembre de 2001. Steven Soderbergh va optar llavors per a The Art Of Negociating A Turn. Però el productor Harvey Weinstein el va qualificar de seguida de «pitjor títol que hagi sentit mai».

Finalment, Soderbergh escull Full frontal que, segons ell és «un títol que no es refereix necessàriament a la nuesa. Podria significar "lobotomia". (...) un títol que suposa una certa proximitat, com intentar despullar les coses, de posar-les al descobert.».
- La pel·lícula havia de sortir de manera inicial el 8 de març de 2002, però Miramax va decidir retardar-ho al 2 d'agost i així treure la pel·lícula 13 anys dia per dia després de la sortida del 1r film de Soderbergh, Sexe, mentides i vídeo, i ja distribuït per Miramax; inicialment, pretenia ser una seqüela.[2]
- La pel·lícula es va rodar en 18 dies. Steven Soderbergh mantenia al dia un lloc Internet, que era com un diari de bord, les coses del rodatge i les fotos fetes en la jornada. El rodatge es va iniciar el 6 de novembre de 2001.[3]
- La pel·lícula es va presentar en estrena i "fora de competició" al Festival del Cinema de Deauville i "fora de competició" al Festival Internacional de Cinema de Venècia.

### Els 10 manaments de Soderbergh
- Al començament del guió, Steven Soderbergh ha escrit els "10 manaments" de la pel·lícula pels actors que treballaran a la pel·lícula :

1. Tous els llocs de rodatge seran situats en exteriors o en indrets "reals".
2. Arribareu pels vostres propis mitjans als llocs de rodatge. Si esteu incapacitats per venir, un xofer anirà a buscar-vos, però passarà verdaderament per un ridícul. A més, haurà de venir no-acompanyat al rodatge.
3. No hi ha cantina o servei de restauració. Haureu d'arribar doncs amb els vostres àpats.
4. Portareu i cuidareu vosaltres mateixos els vestits.
5. Creareu vosaltres mateixos pentinats i maquillatges.
6. No hi haurà caravanes. L'estudi intentarà de posar a la vostra disposició una àrea de descans prop dels llocs de rodatge, però no hi compteu. Si necessiteu estar sols, més aviat tindreu obstacles.
7. La improvisació serà animada.
8. Sereu entrevistats a propòsit del vostre personatge. Aquest document podrà ser inclòs en la pel·lícula.
9. Sereu entrevistats a propòsit dels altres personatges. Aquest document podrà ser inclòs en la pel·lícula.
10. Us divertireu, vulgueu o no.

«Si una d'aquestes regles us suposa un problema, deixa de llegir i torna aquest guió.